# 蒙道恩

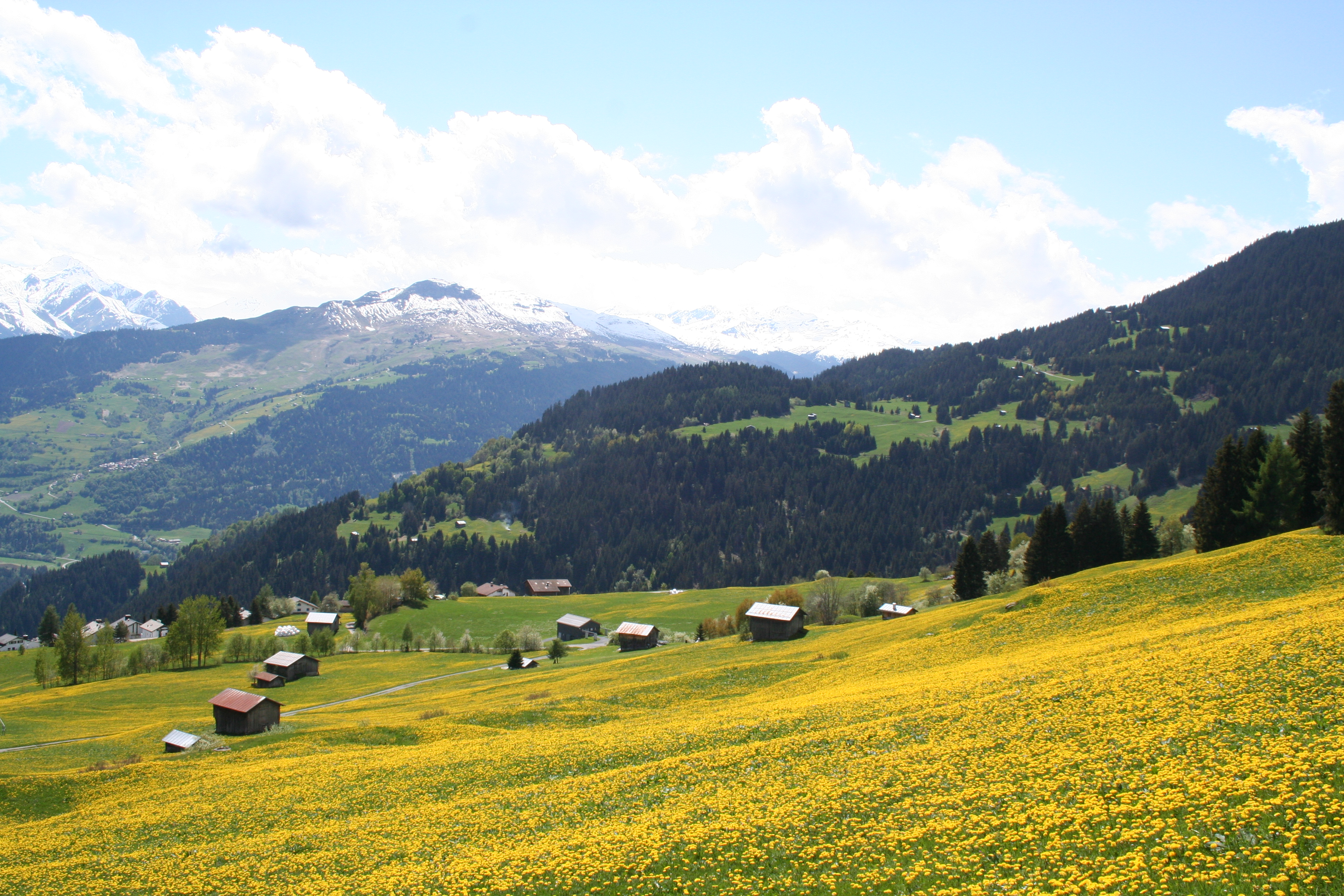

蒙道恩是瑞士的城鎮，位於該國東部前萊茵河以南，由格勞賓登州負責管轄，面積8.59平方公里，海拔高度1,346米，2011年人口309，人口密度每平方公里36人。